# Louis Herbert
Pour les articles homonymes, voir Herbert.
Louis Herbert, mort en 1526 au château du Parc, est un prélat français   du XVIe siècle  . Il est parisien et le fils de Jean Herbert, seigneur d'Ossonvilliers et surintendant des finances de France, et de Jeanne Guérin. Son frère Geoffroy est l'évêque de Coutances et son frère Philippe archevêque d'Aix-en-Provence.

## Biographie
Louis Herbert est   chanoine de Rouen, chanonine  d'Avranches, archidiacre de Coutances et abbé de abbaye de Saint-Lô. Il est élu évêque de Coutances  en 1511 et  est le dernier évêque d'Avranches, élu par le chapitre. C'était le chapitre de Rouen, à cause des dissensions qui empêchent les chanoines d'Avranches, à faire leur choix.  L'évêque Louis Herbert fait plusieurs réparations à son église cathédrale et fait bâtir la chapelle de Notre-Dame de la Pitié.

## Source
- L'ancienne église de France. Province ecclésiastique de Rouen, 1866.